# Freccia Rossa della Bontà
La Freccia Rossa della Bontà, conosciuta anche come Raid Milano-Oslo, fu un'impresa scout organizzata nel 1949 in occasione del 4° World Rover Moot per sensibilizzare le istituzioni e l'opinione pubblica europee sul problema dei "mutilatini", cioè dei bambini che a seguito dei drammatici eventi bellici avevano subito ogni tipo di menomazione.

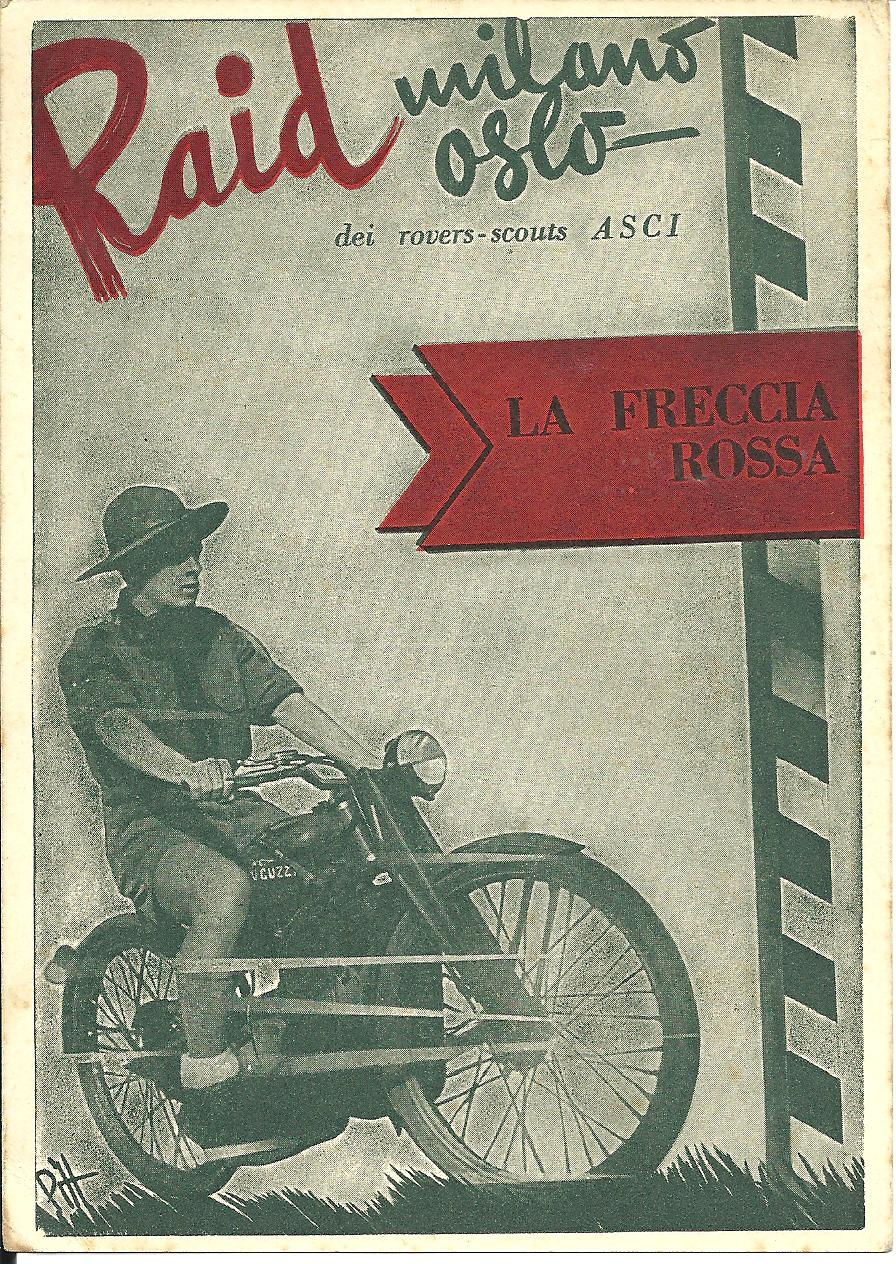
Cartolina celebrativa del Raid Milano-Oslo

Ideatori della Freccia Rossa furono il beato don Carlo Gnocchi, che ha dedicato la sua vita all'assistenza di questi bambini, e il sacerdote e capo scout don Andrea Ghetti, che aveva vissuto tutta l'esperienza delle Aquile Randagie, il gruppo scout clandestino durante gli anni del fascismo.

## Antefatto
La nascita dell'impresa si deve alla congiunzione di due fenomeni che si stavano sviluppando a Milano nei primi anni del secondo dopoguerra. Vi era innanzitutto la ricostruzione e la riparazione delle ferite, sia materiali che morali, lasciate dalla seconda guerra mondiale, in cui protagonista era Don Carlo Gnocchi con quella che sarebbe diventata la Fondazione Pro Juventute. Ciò si unì alla ripresa (libera, dopo gli anni della clandestinità sotto il fascismo) delle attività degli scout dell'Associazione Scouts Cattolici Italiani (ASCI), del Corpo Nazionale Giovani Esploratori Italiani (CNGEI) e della neonata Associazione Guide Italiane (AGI). In particolare fu cruciale l'amicizia tra don Gnocchi e don Andrea Ghetti, assistente ecclesiastico del Gruppo ASCI Milano 1 e fondatore del Clan "La Rocchetta", una delle prime esperienze rover in Italia.
L'intesa tra Don Gnocchi e l'ASCI aveva già portato, tra il 1947 e il 1949, alla nascita dello Scautismo Malgrado Tutto (MT) italiano, con la fondazione del Riparto "Arcobaleno" con Enzo Poltini, Paolo Lucchelli e don Guido Aceti, per permettere anche a ragazzi mutilati di compiere attività scout.
Il 1949 sarebbe stato l'anno del 4° World Scout Moot, con sede a Skjåk, in Norvegia. Questo sarebbe stato il primo incontro mondiale della branca rover dallo scoppio del secondo conflitto mondiale, un fattore che ancor più spingeva le realtà rover appena formatesi a volervi aderire.
La scintilla che, infine, fece accendere l'idea del Raid Milano-Oslo fu, il volo dell'Angelo dei bimbi di Maner Lualdi e Leonardo Bonzi compiuto nel 1948 proprio per raccogliere donazioni tra gli emigrati italiani in Sud America a favore dell'opera di don Gnocchi.
Da non dimenticare, poi, il fatto che era già in programma, per l'anno santo del 1950, il Convegno sui Mutilatini, intenzionato a organizzare iniziative a livello europeo per i bambini mutilati di guerra.

## La preparazione
Fu in questo contesto che, a settembre 1948, don Gnocchi e don Ghetti iniziarono a delineare l'idea di un'emulazione dell'impresa di Lualdi e Bonzi volta a gettare le basi per una gestione del problema dei bambini colpiti dalla guerra a livello europeo, in un'ottica di pace e collaborazione che iniziava a dare vita, proprio in quei mesi, al Consiglio d'Europa. I consensi, sia da parte dell'opinione pubblica che da parte di istituzioni e finanziatori, arrivano fin da subito: grazie alla mediazione di Arnaldo Basini (commissario lombardo dell'ASCI) si riuscì ad ottenere dalla Moto Guzzi una moto Airone da 250 cc, un motocarro Ercole (con due meccanici al seguito: Angelo Colombo e Fioravanti DeBattista) e 25 motoleggere da 65 cc denominate "Guzzini". I mezzi furono consegnati alla Villa Reale di Monza durante la festa di San Giorgio (patrono degli scout) del 24-25 aprile 1949.
Altri sponsor dell'impresa furono la Esso per il carburante, la Pirelli per le gomme e le tute antipioggia, la Moretti per le tende, la Motta e la Dante Invernizzi.
Nel frattempo era avvenuta, durante il challenge regionale (annuale competizione di tecniche scout) di Soncino la selezione dei rover che avrebbero partecipato all'impresa. Questi furono più dei mezzi disponibili poiché, per questioni organizzative, vi furono dei cambi durante l'impresa, anche se la maggior parte dei rover compì il viaggio per intero.
Iniziò quindi il periodo dell'allenamento, per prendere confidenza con i mezzi ma anche per iniziare a promuovere l'impresa e a diffondere il messaggio dei mutilatini raccolto in un filmato intitolato "Per essi la guerra continua". Alcune delle tappe di queste uscite furono Varese, Mantova, Lecco, Cremona, Torino, Brescia, Saronno, Treviglio e Bergamo. La sensibilizzazione della popolazione avvenne anche grazie a "Comitati Freccia Rossa" che permisero l'incontro tra pubblico, istituzioni, associazioni e scout sul tema dei mutilatini.

### Elenco dei partecipanti
- Alberto Anghinelli
- Eugenio Badocchi
- Oscar Bandirali
- Giuliano Barbieri
- Filippo Benetti Genolini
- Santino Brustia
- Bruno Cavalleri
- Charleddy Ciceri
- Giacomo Corna Pellegrini
- Romano De Ghenghi
- Adriano Declich
- Angelo Dell'Orto
- Michel du Bot
- Cesare Fabozzi
- Italo Favero
- Piero Finassi
- Achille Fossati
- Carlo Fossati
- Carlo Fustinoni
- don Andrea Ghetti
- Vittorio Ghetti
- Tino Giorgetti
- Duccio Jachia
- Paolo Lucchelli
- Renato Manenti
- Noubar Manoukian
- Lelio Oldrini
- Pinuccio Porta
- Vittorio Quattrocchi
- Gianni Rocca
- Cesare Rossi
- Giovanni Scandolara
- Tino Vanzini
- Ivan Vincenzi
- Attilio Zambianchi
- Ezio Zanussi
- Ugo Zattarin

Supporto:
- Arnaldo Basini (in macchina fino a Parigi)
- Dante Invernizzi
- Franco Corbella
- Enzo Poltini
- Franco Quattrocchi

Meccanici della Moto Guzzi (al seguito sul motocarro)
- Angelo Colombo
- Fioravanti de Battista[1]

## Il Raid

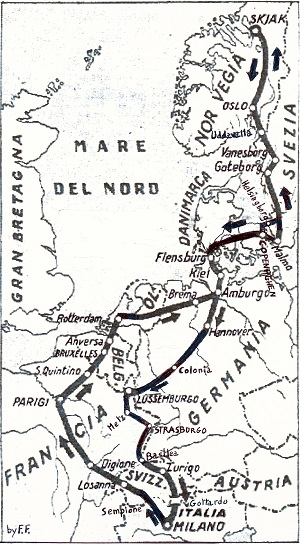
Il percorso della spedizione

La partenza avvenne alle 10.00 del 17 luglio 1949 dal Cortile della Rocchetta presso il Castello Sforzesco di Milano alla presenza del capo scout Osvaldo Monass, del sindaco Antonio Greppi, del prefetto Tommaso Pavone, da Gian Maria Cornaggia Medici dell'Azione Cattolica di Milano e Provincia e dai consoli dei paesi attraversati. 
La prima tappa, raggiunta attraverso la Val d'Ossola, è Briga, in Svizzera. Da lì si prosegue, il 18 luglio, fino a Losanna passando per Caux sur Montreux dove la Freccia Rossa è ricevuta dall'Associazione per il Riarmo Morale.
Il 19 luglio si raggiunge Digione, dove i rover sono accolti da don Gottlieb Weibel e il 20 Parigi dove ci si ferma per un giorno per incontri istituzionali e visite. Il 22 luglio è la volta di Bruxelles, mentre nei giorni successivi si raggiungono Rotterdam e Burgsteifurt nei pressi di Rheine. Ovunque fu possibile la Freccia Rossa visitò le sedi locali della Croce Rossa o altri enti di solidarietà, le istituzioni e gli scout locali, proiettando il filmato "Per essi la guerra continua" e distribuendo materiale informativo sull'opera di Don Gnocchi.
Il 25 luglio la spedizione entrava in Germania, rispetto all'Olanda ancora pesantemente distrutta. L'impatto sul morale dei giovani rover è subito molto forte. Una piacevole sorpresa è il conoscere gli "Esploratori di Germania" (in borghese perché l'uniforme era proibita) che procurano loro un alloggio, a Brema, sulla nave scuola Deutschland della Kriegsmarine. Il giorno seguente si visita la sede della Esso Standard a Kiel.
Il 27 luglio si passa la frontiera con la Danimarca a Flensburgo, da Kolding si passano con due traghetti il piccolo Belt e il grande Belt fino a Slagelse. Sarà quindi la volta di Malmö, Göteborg e Moss. Quest'ultima in particolare viene ricordata come la tappa più sfiancante con una arrivo a destinazione alle 2 del mattino.
Il 31 luglio, alle 14, la Freccia Rossa raggiunge Oslo. Vengono ricevuti i messaggi di compiacimento di Papa Pio XII e del Presidente della Repubblica Luigi Einaudi. Il giorno seguente si raggiunge Riteburg e, quindi, il 2 agosto Skjåk.

## Il moot
La permanenza al campo, insieme al resto del Contingente Italiano giunto in pullman, durerà fino all'11 agosto. Nel frattempo i rover della Freccia Rossa parteciperanno alle cerimonie, alle attività, a varie uscite e hike e, anche, allo spegnimento di un incendio boschivo nei pressi del campo insieme a pompieri e scout norvegesi. La Freccia Rossa incontra qui John Wilson, rappresentante dello scautismo internazionale, il principe ereditario Alexander di Norvegia, la vedova del conte Folke Bernadotte e del vicario apostolico di Oslo, monsignor Jacques Mangers, a cui viene consegnata la lettera di solidarietà del Cardinal Schuster.
Prima di ripartire si effettuano alcuni cambi nell'organigramma della spedizione: dati gli impegni di studio o lavorativi non tutti i rover poterono partecipare sia all'andata che al ritorno, così alcuni, come Alberto Anghinelli, raggiunsero Skjåk in corriera insieme al resto del contingente italiano con cui altri tornarono in Italia anzitempo.

## Il ritorno
Dal moot si raggiunge, l'11 agosto, Lillehammer, quindi di nuovo Oslo dove la spedizione si ferma fino al 14, giorno in cui si riparte per Vänersborg. A ferragosto la spedizione ripassa per Göteborg dove incontra la comunità di lavoratori italiani presso la SKF. Mentre la stanchezza si accumula alla stanchezza si raggiunge Helsingborg, dove i rover sono ospitati dal KFUM il 16, Copenaghen il 17 e Nyborg il 18. Il 19 agosto si rientra in Germania dallo Jutland e si raggiunge Kiel. Attraverso un paese ancora devastato, dove non manca però l'accoglienza degli scout locali, si raggiungono Amburgo e Hannover. Qui, nella notte tra il 21 e il 22 agosto, i rover sono ospiti nella sinagoga del ghetto ebraico.
Da li, a tappe forzate, si raggiungono Colonia ed Echternach il 22 e Lussemburgo, dove avvengono importanti ricevimenti istituzionali, il 23 agosto. Il giorno successivo la Freccia Rossa visita la sede del neonato Consiglio d'Europa a Strasburgo. Qui vi fu l'incontro con i senatori Mario Cingolani e Celeste Bastianetto, gli onorevoli Arnaldo Fabriani e Sonetti, insieme a membri di altre delegazioni e a Paul-Henri Spaak, presidente dell'assemblea.
Il 25 si raggiunge Zurigo, da dove la Freccia Rossa riparte il 27 e, attraverso il valico del San Gottardo, si raggiunge Lugano.
Dopo 42 giorni di viaggio si parte per l'ultima tappa punteggiata di incontri e ricevimenti a Campione d'Italia e Como. Scortata dai carabinieri motociclisti del Reggimento Fanteria "Legnano" la Freccia Rossa della Bontà attraversa Milano fino al Castello Sforzesco, dove giunge alle 17.
Tra i rappresentanti istituzionali e scout presenti vi sono il console di Norvegia Peter Burr e Giulio Cesare Uccellini, capo delle Aquile Randagie durante il fascismo.

## Curiosità
- I 25 "Guzzini" utilizzati per l'allenamento e la spedizione furono, alla fine del Raid, donati dalla Moto Guzzi alla fondazione di don Gnocchi che usò per i propri scopi benefici il ricavato della loro vendita. Rispetto al modello di serie i "Guzzini" del raid avevano raggi più spessi e molle più robuste oltre che un portapacchi posteriore composto da due borse in pelle ai lati e un portazaino al centro, sopra la ruota.[7]
- Gaëtan "Michel" du Bot, capo clan della Rocchetta, effettuò il viaggio sotto il falso nome di Dante Manenti poiché pendevano ancora, in Francia, accuse contro di lui risalenti ai tempi di guerra in cui varie (e in certa parte ancora ignote) vicissitudini lo portarono a fuggire in Italia.[8]